# 久野康成
久野 康成（くの やすなり、1965年7月27日 - ）は、日本の公認会計士、税理士、実業家、心理カウンセラー、著述家。東京コンサルティングファーム代表取締役会長兼CEO、東京税理士法人統括代表社員、久野康成公認会計士事務所所長。

## 来歴・人物
1965年愛知県みよし市に生まれる。愛知県立刈谷高等学校を経て、1989年滋賀大学経済学部を卒業。1990年青山監査法人 プライスウオーターハウス（現：PwC Japan有限責任監査法人）入所。1998年に退社し、久野康成公認会計士事務所と有限会社久野総研（現、株式会社久野国際経済研究所）を立ち上げる。2005年有限会社人財開発（同年株式会社化。現、株式会社東京コンサルティングファーム）を創立。2006年に東京税理士法人、2007年に株式会社東京コンサルティングファーム（現、株式会社TCFホールディングス）を設立。同年株式会社SSGを株式会社東京ベンチャーキャピタルに社名変更し、代表取締役会長就任。現在、東京、横浜、名古屋、大阪、インド、中国、香港、タイ、インドネシア、ベトナム、メキシコなど世界20ヶ国超にて経営コンサルティング、人事評価制度設計及び運用サポート、海外子会社設立支援、内部監査支援、連結決算早期化支援、M&Aコンサルティング、研修コンサルティング等幅広い業務を展開。グループ総社員数約360名。また、日本メンタルヘルス協会認定基礎心理カウンセラーでもある。

## 年譜
- 1965年7月 - 愛知県みよし市にて出生
- 1984年3月 - 愛知県立刈谷高等学校卒業
- 1989年3月 - 滋賀大学経済学部卒業
- 1990年9月 - 青山監査法人監査部入所（現PwCあらた有限責任監査法人）
- 1996年4月 - 青山監査法人中堅企業経営支援コンサルティング部門
- 1998年6月 - 青山監査法人退職
- 1998年7月 - 久野康成公認会計士事務所・久野総研設立
- 2005年3月 - 有限会社人財開発創立
- 2006年2月 - 東京税理士法人設立
- 2007年4月 - 東京社会保険労務士法人設立
- 2007年6月 - 東京コンサルティングファーム設立
- 2007年11月 - SGGを東京ベンチャーキャピタルに社名変更
- 2013年11月 - 株式会社人財開発を株式会社東京コンサルティングファームHRに社名変更
- 2015年4月 - 株式会社東京コンサルティングファームHRを株式会社東京コンサルティングファームに社名変更
- 2015年4月 - 株式会社東京コンサルティングファームを株式会社TCFホールディングスに社名変更

## 著書

### 単著
- 『できる若者は3年で辞める！』（出版文化社、2007年3月）
- 『あなたの会社を永続させる方法』（あさ出版、2007年10月）
- 『［オーディオブックCD］できる若者は3年で辞める!(CD)』（出版文化社、2010年2月）
- 『THE REAL EMPLOYEE SATISFACTION』（出版共同販売、2011年4月）
- 『新卒から海外で働こう! グローバルリーダーを目指して』（TCG出版、2013年4月）
- 『国際ビジネス・海外赴任で成功するための賢者からの三つの教え 今始まる、あなたのヒーローズジャーニー』（TCG出版、2020年10月）
- 『「大きな会社」ではなく「強い会社」を作る　中小企業のための戦略策定ノート』（TCG出版、2022年10月）
- 『創業26年　たった1人で始めた会計事務所が純キャッシュ31億円を貯めた仕組み　お金の戦略』（TCG出版、2024年4月）
- 『やっぱり「仕組み化」』（TCG出版、2024年9月）

### 共著
- 『母性の経営』（井上ゆかり 出版文化社、2009年6月）
- 『もし、かけだしカウンセラーが経営コンサルタントになったら』（井上ゆかり 出版文化社、2010年10月）
- 『東京海上ホールディングス (リーディング・カンパニーシリーズ)』（野崎稚恵 (著), 倉田楽 (著) 出版文化社、2015年4月）
- 『東レ 改訂版 (リーディング・カンパニーシリーズ)』（井上 正広 (著), 佐藤 眞次郎 (著) 出版文化社、2016年12月）
- 『セコム（リーディング・カンパニー シリーズ）』（長田 貴仁 (著), 宮本 惇夫 (著) 出版文化社、2017年9月）
- 『オフィスの生産性革命! 電子認証ペーパーレス入門』（横山 公一 出版文化社、2018年10月）
- 『仕事をゲーム化すると、なぜ成果が上がるのか?』（高橋 俊明 出版文化社、2019年9月）

### 監修
- 『2008年版 インドの投資・会計・税務の基本』（TCG出版・出版共同販売、2008年5月）
- 『インドの投資・会社法・会計税務・労務』（TCG出版・出版共同販売、2010年6月）
- 『タイの投資・会社法・会計税務・労務』（TCG出版・出版共同販売、2011年9月）
- 『ベトナムの投資・会社法・会計税務・労務』（TCG出版・出版共同販売、2011年10月）
- 『インドネシアの投資・会社法・会計税務・労務』（TCG出版・出版共同販売、2011年11月）
- 『バングラデシュ・パキスタン・スリランカの投資・会社法・会計税務・労務（海外直接投資の実務シリーズ）』（TCG出版・出版共同販売、2012年5月）
- 『インドの投資・M&A・会社法・会計税務・労務』（TCG出版・出版共同販売、2012年8月）
- 『ミャンマー・カンボジア・ラオスの投資・会社法・会計税務・労務』（TCG出版・出版共同販売、2012年10月）
- 『フィリピンの投資・M&A・会社法・会計税務・労務』（TCG出版・出版共同販売、2012年12月）
- 『ブラジルの投資・M&A・会社法・会計税務・労務』（TCG出版・出版共同販売、2013年3月）
- 『タイの投資・M&A・会社法・会計税務・労務』（TCG出版・出版共同販売、2013年6月）
- 『ロシア・モンゴルの投資・M&A・会社法・会計税務・労務』（TCG出版・出版共同販売、2013年12月）
- 『ベトナムの投資・M&A・会社法・会計税務・労務【第二版】』（TCG出版・2014年3月）
- 『シンガポール・香港 地域統括会社の設立と活用』（TCG出版・2014年3月）
- 『インドネシアの投資・M&A・会社法・会計税務・労務』（TCG出版・2014年9月）
- 『トルコ・ドバイ・アブダビの投資・M&A・会社法・会計税務・労務』（TCG出版・2014年11月）
- 『クロスボーダーM&A 新興国における投資動向・法律・外資規制』（TCG出版・2015年2月）
- 『メキシコの投資・M&A・会社法・会計税務・労務』（TCG出版・2015年4月）
- 『中国の投資・M&A・会社法・会計税務・労務』（TCG出版・2015年9月）
- 『新興国ビジネス業界地図』（TCG出版・2016年2月）
- 『フィリピンの投資・M&A・会社法・会計税務・労務』（TCG出版・2017年9月）
- 『タイの投資・M&A・会社法・会計税務・労務【第二版】』（TCG出版・2018年3月）
- 『インドの投資・M&A・会社法・会計税務・労務 全訂版』（TCG出版・2019年4月）
- 『マレーシアの投資・M&A・会社法・会計税務・労務』（TCG出版・2020年1月）
- 『ベトナムの投資・M&A・会社法・会計税務・労務【改訂版】』（TCG出版・2022年1月）
- 『カンボジア・ラオスの投資・M&A・会社法・会計税務・労務』（TCG出版・2022年7月）
- 『インドネシアの投資・M&A・会社法・会計税務・労務【改訂版】』（TCG出版・2023年2月)
- 『ASEAN各国現地法人・支店・駐在員事務所設立の実務詳細』（TCG出版・2025年1月)
- 『クロスボーダーM&A: 新興国における成長戦略 投資動向・外資規制』（TCG出版・2025年3月)